# W85式12.7mm高射機槍
W85式12.7mm高射機槍（ダブリューはちごしき12.7ミリこうしゃきやり、中: W85式12.7毫米高射机枪、英: W85 Anti-aircraft Machine Gun）は、中華人民共和国の長慶機器廠が1970年代後半から1980年代にかけて開発した重機関銃である。

## 概要
W85式は、中国陸軍が配備していた54式高射機槍及び77式高射機槍の後継の要求に応じて長慶機器廠が開発し、資江機器廠が開発した77-1式高射機槍との比較評価で敗れ不採用となった重機関銃である。
後に中国軍が重機関銃を歩兵用と車載用とで別々に調達する事となり、車載用にはW85式に幾つかの変更を加えた仕様がQJC88式12.7mm坦克高射機槍として採用された。
中国独自開発の重機関銃である77式がガス直噴式かつ54式と同様のヴァシーリー・デグチャレフが多用したポール・ダーシュ式のフラップ閉鎖を採用していたのに対し、W85式はロングストロークピストン式とホルステン・フリーベリ式のフラップ閉鎖を採用している。弾薬はかつてソ連からDShK38重機関銃と共に供与された12.7x108mm弾を国産化した中国製の54式12.7mm機槍弾を使用する。
1985年の競作で比較評価に勝利した77-1式が85式12.7mm高射機槍（中: 85式高射机枪、英: Type 85 Anti-aircraft Machine Gun）として採用されたため、混同しないよう注意を要する。本項のW85式がQJC88式として車載用に採用されたのに対して、85式とその前身である77式は車載も可能ながら、QJC88式の採用以降は車載用には調達されず歩兵用にのみ調達運用された。
W85式はQJC88式として採用以降、中国軍の各種戦闘車両に搭載運用されている他、原型の歩兵用であるW85式と車載用のW88式として輸出も行われており、中東やアフリカなど各地の紛争で使用されている。

## バリエーション
W85式12.7mm高射機槍
1985年に行われた77-1式との比較評価で敗れ、輸出向けとされた型。
QJC88式12.7mm坦克高射機槍
車載型。車輌のピントルマウントに装備して使用する。1988年以降の中国軍戦闘車輌の車載機銃に採用されている。W88 12.7mm Vehicle-mounted Machine Gunとして輸出も行われている。
CS/LM3 .50 Anti-aircraft Machine Gun
W85式の使用弾薬を12.7x99mm NATO弾に変更した輸出型。
ORW-1
艦艇向けRWS型
CS/LK3
車両向けRWS型

## 運用国
- 中華人民共和国
- カンボジア
- イラン
- ウクライナ